# 1595 en philosophie
Chronologie de la philosophie
- 1591
- 1592
- 1593
- 1594
- 1595
- 1596
- 1597
- 1598
- 1599

L’année 1595 a été marquée, en philosophie, par les événements suivants :

## Publications
- Giovanni Botero : Relationi vniuersali di Giouanni Botero Benese diuise in quattro parti, Vicenza, 1595.

- Marie de Gournay : 
  - Préface des Essais de Michel, seigneur de Montaigne, lire en ligne sur Gallica, in Les Essais de Michel Seigneur de Montaigne
  - Hommage en prose à Jean de Sponde, dans Response du Feu Sieur de Sponde…

- Giordano Bruno :
- Summa terminorum metaphisicorum (1595).

## Décès
- 20 décembre à Rome : Costanzo da Sarnano, né Gasparo Torri, (né le 4 octobre 1531 à Sarnano, dans les Marches, Italie, alors dans la États pontificaux), cardinal italien du XVIe siècle. Il est membre de l'ordre des conventuels. Costanzo da Sarnano est professeur de philosophie et de théologie à l'université de Pérouse, à l'université de Padoue et à l'université de Rome et est un prédicateur connu.